# Rasmus Lindgren
Rasmus Lindgren (Landskrona, 29 november 1984) is een voormalig Zweeds voetballer die bij voorkeur als middenvelder speelde. In 2016 verruilde hij FC Groningen voor BK Häcken.

## Clubcarrière

### Ajax (eerste periode)
Lindgren kwam in 2003 van Landskrona BoIS uit Zweden over om in de jeugd voor Ajax te gaan spelen. Hij doorliep de jeugdopleiding bij de Amsterdamse club en debuteerde op 13 februari 2005 in de wedstrijd NAC-Ajax (1-2). Lindgren kon bij Ajax niet uitgroeien tot een vaste waarde in de eerste selectie, wel werd hij aanvoerder van Jong Ajax. Hij speelde vier wedstrijden waarin hij geen doelpunt wist te maken. Zowel Ajax als Lindgren waren van mening dat een verhuur de beste optie zou zijn.

### FC Groningen

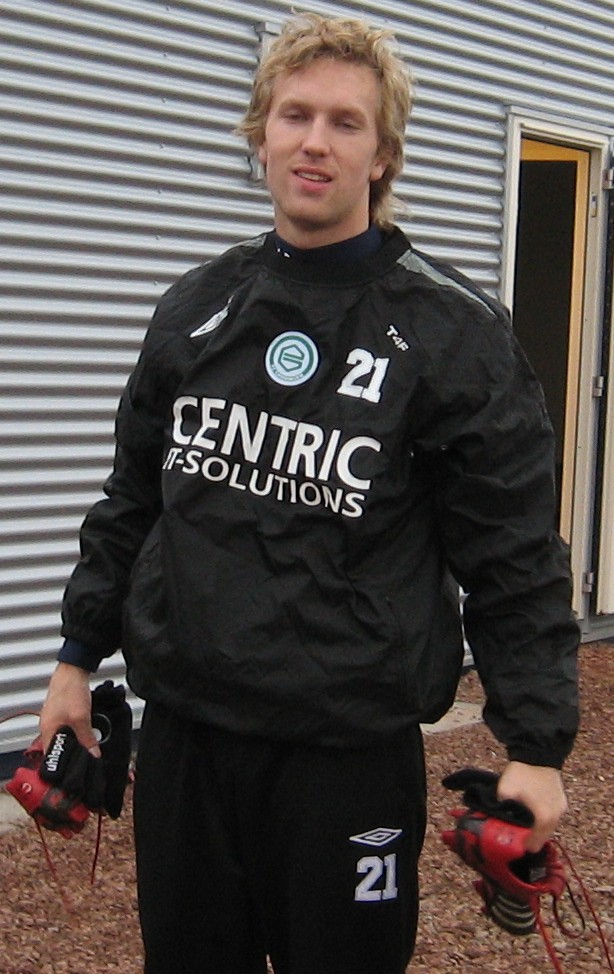
Lindgren in 2006 bij FC Groningen

Aan het begin van het seizoen 2005/2006 werd hij door Ajax verhuurd aan FC Groningen. In zijn eerste seizoen in Groningen groeide hij uit tot een belangrijke speler. Hij maakte bij Groningen tevens zijn eerste doelpunt in het betaald voetbal in de wedstrijd tegen RKC Waalwijk (2–1 winst). Lindgren speelde 32 wedstrijden, waarin hij drie keer scoorde.
De Groningers waren onder de indruk van Lindgren. Op 1 maart 2006 tekende Lindgren een vierjarig contract bij FC Groningen; in dit contract kreeg Ajax het recht om Lindgren voor een gelimiteerde transfersom terug te kopen.
Ook in het seizoen 2006/07 was Lindgren een vaste waarde en maakte hij indruk. Ook werd Lindgren gekozen tot vice-aanvoerder. In zijn eerste seizoen als contractspeler van FC Groningen speelde Lindgren 30 wedstrijden, waarin hij niet tot scoren kwam. Het seizoen daarop, het seizoen 2007/08, werd Lindgren de belangrijkste middenvelder bij de Noorderlingen. Ook dit seizoen presteerde hij goed, tot aan de winterstop speelde hij 21 wedstrijden, waarin hij één keer het net vond.

### Ajax (tweede periode)

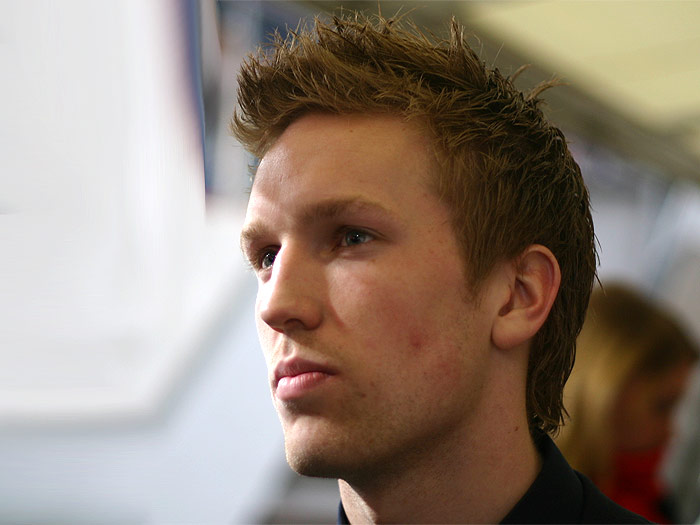
Lindgren in 2008 bij Ajax

Zijn goede prestaties bij FC Groningen bleven niet onopgemerkt. Ajax wilde de middenvelder graag terugkopen en betaalde op 28 januari 2008 een gelimiteerde transfersom van 2,5 miljoen euro. In hetzelfde seizoen werden ook zijn Groningse teamgenoten Luis Suarez en Bruno Silva door Ajax gekocht. In het eerste seizoen terug in Amsterdam werd Lindgren een vaste waarde bij Ajax. Hij speelde in de tweede seizoenshelft van het seizoen 2007/2008 elf wedstrijden waarin hij twee keer scoorde.
In het seizoen 2008/09 groeide Lindgren verder en werd hij een belangrijke schakel op het middenveld van Ajax. Tevens was hij enkele wedstrijden aanvoerder van Ajax. Gedurende dit seizoen raakte Lindgren zwaar geblesseerd aan zijn knie. Hij kwam tot 22 wedstrijden, waarin hij twee doelpunten maakte. De knieblessure bleek een slepende blessure te zijn, want hij kon de tweede seizoenshelft van het seizoen 2008/09 niet meemaken en daarnaast moest hij ook nog eens de eerste seizoenshelft van het seizoen 2009/10 missen. Begin 2010 maakte Lindgren zijn rentree in het shirt van Ajax. Na zes wedstrijden waarin hij een doelpunt maakte, raakte Lindgren opnieuw geblesseerd aan zijn knie. Er werd gespeculeerd over een mogelijk vertrek uit Amsterdam, maar Lindgren zelf dacht daar anders over en wilde vechten voor zijn plaats. Lindgren kan sinds het begin van het seizoen 2010/2011 eindelijk weer volledig pijnvrij trainen en voor zijn kans gaan.
Aan het einde van het seizoen deelde Lindgren zelf mee open te staan voor een vertrek. Ajax liet hem weten dat dit, ondanks dat zijn contract nog doorlopend was, transfervrij zou mogen gebeuren.

### Red Bull Salzburg
Op 24 juni 2011 tekende Lindgren bij Red Bull Salzburg. Hij kwam transfervrij over van Ajax en tekende voor twee jaar bij de club. In Oostenrijk kreeg hij rugnummer 21 toegewezen, hier speelde eerder ook Marc Janko bij Red Bull Salzburg mee.

### FC Groningen (tweede periode)
Lindgren zat zonder club en daarom werd hij op 30 november 2012 transfervrij binnengehaald door zijn oude club FC Groningen. Hij zou gedurende het seizoen veertienmaal uitkomen voor deze club. Voor het seizoen 2013/2014 werd Lindgren door trainer Erwin van de Looi aangewezen als aanvoerder. Met FC Groningen won hij in 2015 de KNVB beker. Daarnaast plaatste hij zich in zowel 2012/13, 2013/14 als 2015/16 voor de play-offs voor Europees voetbal, die hij in 2013/14 daadwerkelijk won met FC Groningen.

### BK Häcken
Lindgren verruilde FC Groningen na afloop van het seizoen 2015/16 transfervrij voor BK Häcken. Hier zou hij voor het eerst in zijn carrière op het hoogste niveau in zijn geboorteland gaan spelen.

## Clubstatistieken
| Seizoen                           | Club                              | Land       | Competitie  | Duels | Goals |
| --------------------------------- | --------------------------------- | ---------- | ----------- | ----- | ----- |
| 2004/05                           | Ajax                              | Nederland  | Eredivisie  | 4     | 0     |
| 2005/06                           | Ajax                              | Nederland  | Eredivisie  | 0     | 0     |
| 2005/06                           | → FC Groningen (huur)             | Nederland  | Eredivisie  | 32    | 2     |
| 2006/07                           | FC Groningen                      | Nederland  | Eredivisie  | 30    | 0     |
| 2007/08                           | FC Groningen                      | Nederland  | Eredivisie  | 21    | 1     |
| 2007/08                           | Ajax                              | Nederland  | Eredivisie  | 11    | 2     |
| 2008/09                           | Ajax                              | Nederland  | Eredivisie  | 22    | 2     |
| 2009/10                           | Ajax                              | Nederland  | Eredivisie  | 6     | 1     |
| 2010/11                           | Ajax                              | Nederland  | Eredivisie  | 15    | 1     |
| 2011/12                           | Red Bull Salzburg                 | Oostenrijk | Bundesliga  | 20    | 1     |
| 2012/13                           | FC Groningen                      | Nederland  | Eredivisie  | 16    | 0     |
| 2013/14                           | FC Groningen                      | Nederland  | Eredivisie  | 25    | 0     |
| 2014/15                           | FC Groningen                      | Nederland  | Eredivisie  | 23    | 1     |
| 2015/16                           | FC Groningen                      | Nederland  | Eredivisie  | 22    | 5     |
| 2016                              | BK Häcken                         | Zweden     | Allsvenskan | 14    | 0     |
| 2017                              | BK Häcken                         | Zweden     | Allsvenskan | 27    | 1     |
| 2018                              | BK Häcken                         | Zweden     | Allsvenskan | 28    | 0     |
| 2019                              | BK Häcken                         | Zweden     | Allsvenskan | 26    | 0     |
| 2020                              | BK Häcken                         | Zweden     | Allsvenskan | 27    | 1     |
| 2021                              | BK Häcken                         | Zweden     | Allsvenskan | 11    | 1     |
| Laatst bijgewerkt op 18 juli 2022 | Laatst bijgewerkt op 18 juli 2022 | Totaal     | Totaal      | 380   | 19    |

## Erelijst

### Ajax
- Landskampioenschappen  (1x)

2011
- KNVB beker (1x)

2010
- Johan Cruijff Schaal

Runner-up: 2010

### Red Bull Salzburg
- Landskampioen

2012

### FC Groningen
- KNVB Beker

2015